# Lupin III
Lupin III (ルパン三世, Rupan Sansei), também conhecido como Lupin 3.º ou Lupin the 3rd, é uma série de mangá, escrita e ilustrada por Kazuhiko Kato, sob o pseudônimo de '"Monkey Punch".
A história segue as aventuras de um grupo de ladrões liderados por Arsène Lupin III, neto de Arsène Lupin, o ladrão cavalheiro da série de romances de Maurice Leblanc. Lupin e sua gangue fazem viagens em todo o mundo para roubar tesouros e escapar à lei.
O primeiro mangá de Lupin III apareceu na revista Weekly Manga Action em 10 de agosto de 1967 e gerou uma franquia de mídia que inclui mangás, várias versões animadas, filmes, lançamentos diretos para homevideo, especiais anuais de televisão, CD de música, video games e um musical.
A série continua a ser popular e as adaptações em anime têm atraído a atenção de diretores como Shinichiro Watanabe e Steven Spielberg. Durante vários anos, as questões relativas a direitos autorais e propriedade intelectual de Maurice Leblanc significavam que o nome de Lupin fosse removido de lançamentos fora do Japão. No entanto, os direitos de Leblanc já expiraram, permitindo lançamentos estrangeiros com o nome de "Lupin".
No mundo, o anime em geral foi bem-sucedido. No caso do Brasil, teve um longa-metragem (O Ouro da Babilônia), lançado nos anos 80 em VHS pela Top Tape. Já o anime da televisão passou no canal Locomotion em 2001 (nessa altura, a versão em língua portuguesa do canal estava disponível tanto no Brasil como em Portugal), com vozes totalmente diferentes e dublagem nova em relação à dublagem do longa lançado anteriormente. Em 2008, a Focus Filmes lançou dois longas, O Castelo de Cagliostro e O Segredo de Mammo, ambos com uma dublagem nova em relação às anteriores. O Castelo de Cagliostro passou algumas vezes no canal HBO.
Em Portugal, a série passou na RTP2, na versão ibérica do Animax e na versão portuguesa do AXN (neste último, passou numa rubrica chamada Zona Animax).

## Dublagem brasileira
- Arsene Lupin III: Ézio Ramos (Top Tape) / Peterson Adriano (Locomotion) / Yuri Chesman (Focus Filmes)
- Fujiko Mine: Denise Simonetto (Top Tape) / Márcia Morelli (Locomotion) / Denise Reis (Focus Filmes)
- Daisuke Jigen: Nélson Batista (Top Tape) / Marcelo Garcia (Locomotion) / César Marchetti (Focus Filmes)
- Goemon Ishikawa XIII: Dráusio de Oliveira (Top Tape) / Luiz Laffey (Locomotion) / Alfredo Rollo (O Castelo de Cagliostro) e Sérgio Corsetti (O Segredo de Mammo) (Ambos pela Focus Filmes)
- Inspetor Zenigata: Antônio Moreno (Top Tape) / Francisco José (Locomotion) / Luíz Antônio Lobue (Focus Filmes)